# Giovanni Luigi Satta
Giovanni Luigi Satta (Ozieri, 14 aprile 1892 – Roma, 21 aprile 1962) è stato un militare italiano, insignito della medaglia d'oro al valor militare nel corso della seconda guerra mondiale.

## Biografia
Nacque a Ozieri il 14 aprile 1892, figlio di Salvatore. Interruppe gli studi ginnasiali e si arruolò giovanissimo nell'arma dei carabinieri nel dicembre 1911. Prese parte alla prima guerra mondiale con il 2º Squadrone autonomo mobilitato, operando sul Carso, con il grado di vicebrigadiere nelle operazioni di conquista del Monte Sabotino - per le quali fu insignito nel 1916 della Medaglia d'Argento al Valor Militare e, sul Piave, di brigadiere  per le quali gli fu concessa nel 1917 la Medaglia di Bronzo. Promosso maresciallo maggiore nel luglio 1921 nella legione di Cagliari, venne collocato a riposo per anzianità di servizio nel maggio 1935, ottenendo la nomina a sottotenente di complemento. Richiamato temporaneamente servizio a domanda dal marzo 1937 e promosso tenente nell'agosto 1939, fu inviato in Africa Orientale Italiana sbarcando a Massaua, in Eritrea, nel novembre dello stesso anno, assegnato al gruppo C.C. di Addis Abeba. Il 21 giugno 1940 fu trasferito al gruppo C.C. dell'Eritrea mobilitato, e si distinse in combattimento nella difesa di Agordat e di Cheren. Rimasto gravemente ferito in combattimento il 15 marzo 1941, venne ricoverato presso l'ospedale "Regina Elena" di Asmara, dove fu fatto prigioniero di guerra. Rientrò in Patria nell'agosto 1945, ritornando in servizio presso la Legione C.C. di Sassari e promosso capitano con anzianità retrodatata al gennaio 1943 fu collocato in congedo nel maggio 1949. Richiamato in servizio attivo nel 1951 fu assegnato dapprima al Comando gruppo C.C. di Sassari e poi, dal febbraio 1954, alla legione territoriale di Roma che lo assegnò al Comando della IV Brigata C.C. di stanza nella Capitale. Collocato in congedo assoluto per età il 31 maggio 1955, si spense a Roma il 21 aprile 1962.

### Fonti
1. 1 2 3 4 5 6  Combattenti Liberazione.
2. 1 2 3 4 5  Istituto del Nastro Azzurro.
3. ↑  Medaglie d'oro al valor militare sul sito della Presidenza della Repubblica